# Ricardo Romero Freg
Ricardo Romero Freg  né le 9 octobre 1907 à Mexico, mort dans la même ville le 17 juin 1976 est un matador mexicain.

## Présentation et carrière
Son nom a été constamment lié à l'histoire de la tauromachie par une passe de cape qu'il a inventée : la Fregolina mais dont la paternité lui a été retirée deux fois. Une première fois, reprise en Espagne par Domingo Ortega qui l'a ramenée d'Amérique latine en lui donnant son nom orteguina  et en se l'attribuant. La fregolina a été usurpée une deuxième fois par un autre matador mexicain : l'oncle de  Ricardo Romero Freg  : Luis Freg, bien involontairement cette fois, parce que le public européen ne connaissait pas Romero tandis que Luis était célèbre. Tout naturellement on attribua au plus célèbre l'invention de la passe. 
Ricardo Romero Freg est issu d'une famille taurine. Son oncle Salvador Freg Castro avait pris l'alternative à Barcelone avec pour parrain son frère Luis Freg,  dont les beaux-frères étaient tous matadors.
Après des années d'apprentissage au Mexique, Ricardo fait sa présentation en 1925 dans la petite arène de Vista Alegre près de Madrid, puis le 27 août 1925, il se présente dans les arènes de Las Ventas. C'est un échec total. Découragé, Ricardo repart au Mexique. L'année suivante, il y invente la fameuse passe (fregolina alias orteguina), mais il ne reviendra pas en Europe. 
Deux ans plus tard il prend son alternative le 12 décembre 1927  avec pour parrain Luis Fuentes Bejarano et pour témoin Ereño Bilbao Martín Agüero devant des taureaux de la ganadería de  Piedras Negras. Il obtient le titre de matador de taureaux qui n'est valable qu'au Mexique. Il ne confirme pas son alternative en Espagne.